# Kopîlî (Tereșkî), Poltava
Kopîlî (în ucraineană Копили) este un sat în comuna Tereșkî din raionul Poltava, regiunea Poltava, Ucraina.

## Demografie
Componența lingvistică a localității Kopîlî
     Ucraineană (91,6%)
     Rusă (7,88%)
     Alte limbi (0,16%)
Conform recensământului din 2001, majoritatea populației localității Kopîlî era vorbitoare de ucraineană (91,6%), existând în minoritate și vorbitori de rusă (7,88%).